# Piotr Bielowski
Piotr Bielowski herbu Janina (zm. w 1690 roku) – skarbnik kamieniecki w latach 1673-1683, pułkownik i rotmistrz królewski.
Poseł sejmiku podolskiego na sejm 1677 roku.